# Tumba de Gabriela Mistral
La tumba de Gabriela Mistral se emplaza en la localidad chilena de Montegrande, de la provincia de Elqui, en la región de Coquimbo, Chile.

## Historia

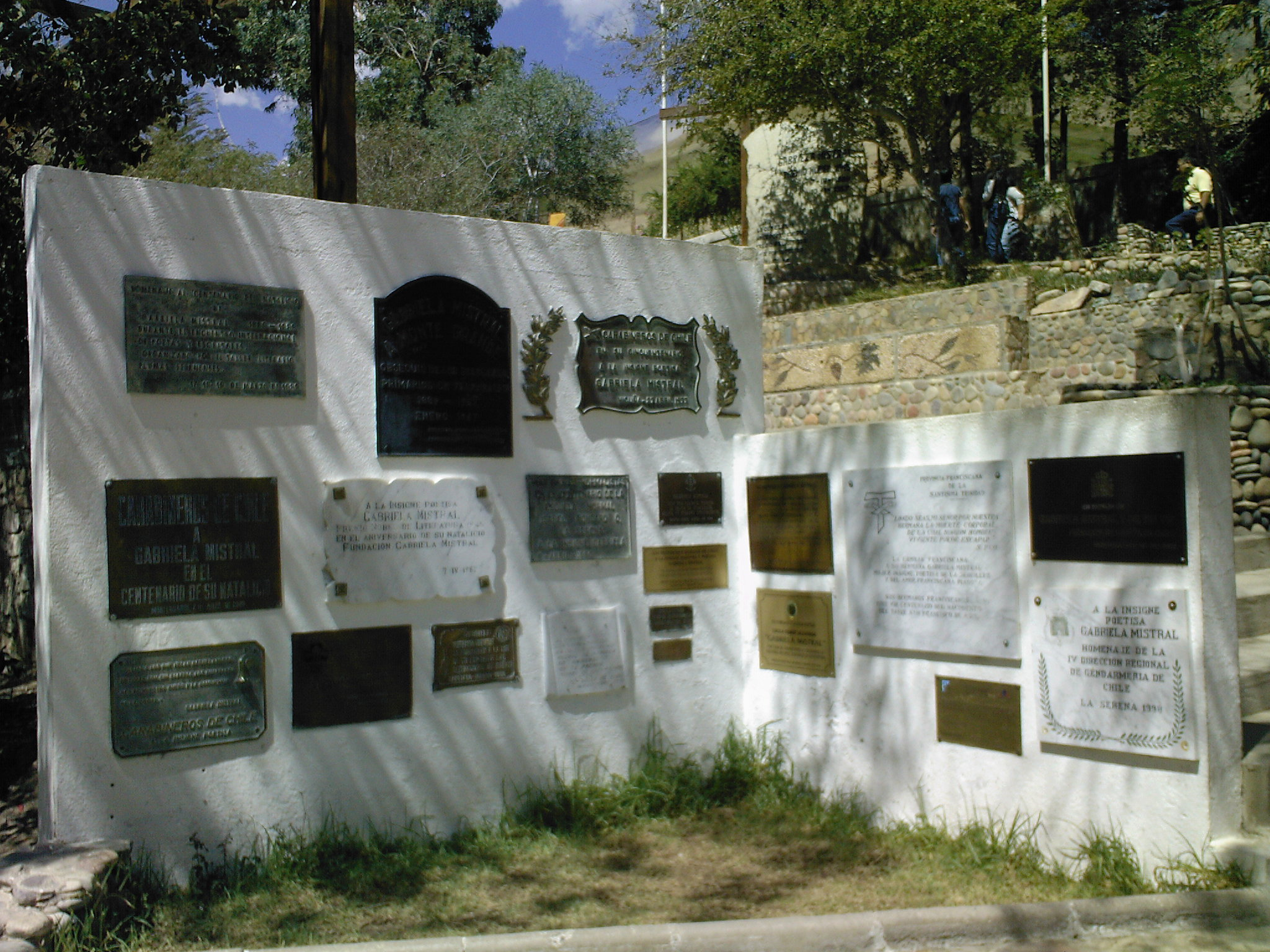
Placas conmemorativas en el acceso al mausoleo.

La poetisa, pedagoga y premio Nobel de literatura Gabriela Mistral nació el 7 de abril de 1889 en la comuna de Vicuña (Chile), viviendo gran parte de su infancia en localidades de la región de Coquimbo. Así es como durante su niñez fue trasladada a diversas comunas, siendo una de ellas Paihuano, donde su hermana Emelina se convirtió en maestra de la escuela rural de Montegrande. Además de ser alumna del ex Liceo de Niñas de Vicuña, Gabriela se vuelve profesora de diversas escuelas y liceos en las regiones de Coquimbo, La Serena, Vicuña y Montegrande, llegando a alcanzar el puesto de directora en Escuela La Cantera, siendo estas experiencias las que llevan a la poetisa a escoger esta última localidad, en su testamento, como su lugar de sepultura.
Mistral falleció el 10 de enero de 1957 en la ciudad de Nueva York, Estados Unidos, en el Hospital General de Hempstead a causa de un cáncer de páncreas. Sus restos llegaron a Chile el mismo año, siendo velados en la Universidad de Chile y ubicados, inicialmente, en el Mausoleo de profesores del Cementerio General de Santiago, declarándose tres días de duelo nacional. 
Gracias a la intervención de Doris Dana, amiga personal de la poetisa durante los últimos ocho años de su vida (después de abril de 1949), heredera principal y albacea de su legado, el 22 de marzo de 1960 se cumplió con lo expresado en su testamento y sus restos son exhumados del Cementerio General de Santiago para ser finalmente trasladados a Montegrande.

«Es mi voluntad que mi cuerpo sea enterrado en mi amado pueblo de Montegrande, Valle de Elqui, Chile».
Lucila Godoy Alcayaga, testamento.

## Declaración de Monumento Nacional

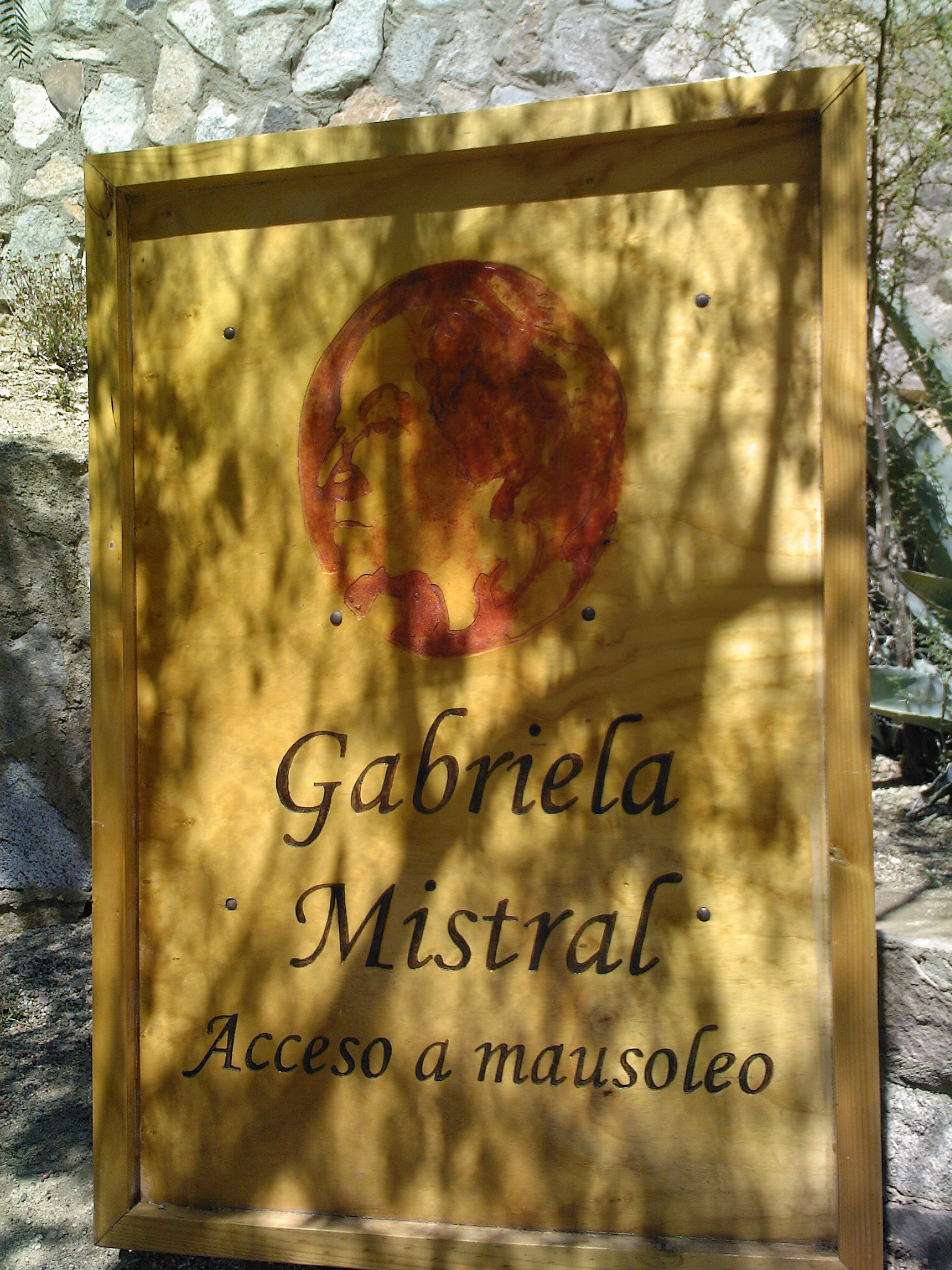
Entrada al Mausoleo.

La Tumba de Gabriela Mistral fue declarada Monumento Nacional el 28 de noviembre de 1961, mediante su publicación en el Diario Oficial de la República de Chile. Las razones detrás de este nombramiento se fundamentan en la relevancia que Gabriela Mistral tuvo a nivel nacional e internacional, siendo su tumba de importancia patrimonial, arquitectónica, conmemorativa e historia para Chile.

«Declara Monumento Nacional el mausoleo erigido a Gabriela Mistral y los terrenos destinados a este objeto, ubicados en la localidad de Montegrande, departamento de Elqui, y autoriza la realización de colectas públicas durante los años que expresan, con cuyo producto se procederá a su hermoseamiento».
Diario Oficial.

Por otro lado, la declaración de Montegrande como zona típica se realizó el 31 de julio de 1990, esto gracias a que existen varios monumentos históricos, relacionados con Gabriela Mistral, entre ellos su tumba y la casa-escuela rural de Montegrande, donde vivió y enseñó. También en esta declaración se agregan otras dependencias, tales como, la iglesia de la zona y una hacienda cercana a la plazoleta, siendo todas seleccionadas para conservación y protección por parte del consejo de monumentos nacionales.

## Modificaciones
| # | Fecha                | Cambio |
| - | -------------------- | --- |
| 1 | 2 de octubre de 2005 | Sepultura de los restos de Yin Yin (Juan Miguel Godoy), repatriados durante el gobierno de Ricardo Lagos, en una misa réquiem realizada por el obispo Luis Gleisner. |
| 2 | 7 de abril de 2010   | Construcción de la recta que une el museo de Gabriela Mistral con su tumba, realizada por Francesco di Girolamo Quesney, arquitecto de la Ruta Mistraliana.          |

### Restauración de la tumba
La remodelación que experimentó el museo también afectó a la Tumba de Gabriela Mistral, siendo está incluida en un recorrido que se efectúa en el terreno del Museo, uniendo a este último mausoleo donde se encuentra Gabriela Mistral. En el recorrido también se incluyen la Casa donde nació la premio Nobel, el patio y salas del museo, la biblioteca, el parque, el huerto de la poeta, entre otros lugares, con el fin de mostrar las seis temáticas que el Museo busca presentar al visitantes, siendo estas vida pública, poesía, paisajes, América, legado y la que conecta a la tumba, la espiritualidad de la poetisa.

### Yin-Yin
Juan Miguel Godoy, apodado Yin-Yin, nacido el 1 de abril de 1925 en Barcelona; la poeta dijo que él era su sobrino, entregado a ella por su padre, un hermanastro suyo cuya existencia no ha sido comprobado. El chico creciendo al lado de Gabriela y viéndola de vez en cuándo, aunque siempre fue mantenido por Gabriela o su amiga mexicana, Palma Guillén. En 1940 abandonan Francia y se trasladan primero a Río de Janeiro y después a Petrópolis, Brasil, donde tres años después, y luego del suicidio de dos amigos judíos, Yin-Yin se suicida siendo esta una gran pérdida para Palma Guillén y la premio Nobel, quien le dedicaría oraciones para rezar por él.
La relación existente entre la premio Nobel y su sobrino fue puesta en cuestión ante la posibilidad de que Yin-Yin fuera hijo biológico de Gabriela Mistral, siendo esta hipótesis sustentada en el sufrimiento y dedicatorias que la poetisa dirigió hacia él. Finalmente esto sería desmentido en el año 2007 por medio de documentación notarial perteneciente a Mistral.
Los restos de Yin-Yin fueron repatriados por el entonces presidente de Chile Ricardo Lagos el año 2005, trasladándolos hasta la iglesia Inmaculada de Concepción, donde se iniciaría el programa oficial de su inhumación, para sepultarlos junto a Gabriela Mistral el 15 de octubre del mismo año. Esto se logró gracias a la participación y preocupación de Doris Dana, su albacea, quien cumplió con uno de los últimos deseos de la poetisa antes de morir en Nueva York. 

«Querida mamá, creo que mejor hago en abandonar las cosas como están. No he sabido vencer. Espero que en otro mundo exista más felicidad».
 Yin Yin, 1943.

«Nadie podrá entender mi espanto de hallarme a mi Yin Yin agonizando de arsénico. Nada, nada me había preparado para este golpazo. Y nada hubiera podido prepararme».
 Gabriela Mistral, Cuaderno de Petrópolis (1941-1945).

## Ruta Mistraliana
La Ruta Mistraliana es un recorrido por los lugares históricos de la vida de Gabriela Mistral, abarcando las zonas de Coquimbo, La Serena, Vicuña y Montegrande, dado que su infancia se desarrolló en estas regiones y además fue alumna y profesora de diferentes escuelas y liceos de esta zona. El desarrollo de este recorrido depende de la Dirección de Arquitectura del Ministerio de Obras Públicas de Chile (MOP), que se encarga de habilitar, restaurar y reconstruir los inmuebles que marcaron la vida de la poetisa chilena, poniendo así en evidencia su valor patrimonial y arquitectónico.
Los actores detrás de esta ruta son el MOP y la albacea del legado de Gabriela Mistral, Doris Atkinson, sobrina de Doris Dana, quien en el año 2007 visitó los lugares en que vivió la premio Nobel y que serían relevantes en su historia. Otro actor de importancia en la conformación de esta ruta es el Gobierno Regional de Coquimbo, quien le otorgó el estatus de "ruta patrimonial" al legado arquitectónico. Gracias a estos actores, el proyecto es incorporado a las Obras Bicentenario y adquiere prioridad presidencial.

## Visión internacional
Medio siglo después de la muerte de Gabriela Mistral, su tumba es un lugar turístico que sigue atrayendo visitantes, críticos y lectores de todos los lugares del mundo y del propio país, demostrando la importancia que la poetisa alcanzó tanto a nacional e internacionalmente, pero también por qué es un lugar de peregrinación para quienes han confiado su vida religiosa y espiritual a la fuerza de su poesía, reconociendo el ímpetu, en sus estilos combinados, su vocabulario duro y arcaico, entre otras características que dominan en su poesía, reconocida por la tensión emocional e intensidad impresas en cada canción, oración, historia o meditación presentada por la poetisa al mundo.